# Saxifraga contraria
Saxifraga contraria är en stenbräckeväxtart som beskrevs av H. Sm.. Saxifraga contraria ingår i Bräckesläktet som ingår i familjen stenbräckeväxter. Inga underarter finns listade i Catalogue of Life.